# Виласпечоза
Виласпечо̀за (на италиански: Villaspeciosa; на сардински: Biddaspitziosa, Бидаспициоза) е село и община в Южна Италия, провинция Южна Сардиния, автономен регион и остров Сардиния. Разположено е на 7 m надморска височина. Населението на общината е 2434 души (към 2010 г.).